# 英都镇
英都镇是中国福建省泉州市南安市下辖的一个镇。

## 行政区划
英都镇共辖15个村委会，分别是：
芸林村、霞溪村、民山村、英东村、荣星村、大新村、石山村、龙江村、坪山村、杏塘村、良山村、西峰村、坂头村、紫山村、仕林村。